# Кухмистр великий литовский
Кухмистр великий литовский (лат. praefectus culinae, magister coquinae) — должность в Великом княжестве Литовским.
Следил за лесами, в которых охотился великий князь, распоряжался охотой.
Должность известна с конца XV века, в 1569 году ликвидирована, в 1576 году восстановлена. С конца XVII века превратилась в дигнитарскую.
Изначально заведовал придворной кухней и поварами. В торжественных случаях (элекция, приём послов и другое) ассистировал за столом великому князю, рассказывая о подававшихся блюдах. Номинально руководил стольником, подстолием, кравчим, чашником, подчашим и пивничим.

## Список великих кухмистров литовских
| Имя                           | Дата принятия должности | Дата сложения должности либо смерти | Примечания                                                          |
| Кухмистры ВКЛ                 | Кухмистры ВКЛ           | Кухмистры ВКЛ                       | Кухмистры ВКЛ                                                       |
| ----------------------------- | ----------------------- | ----------------------------------- | ------------------------------------------------------------------- |
| Андрей                        |                         |                                     | Кухмистр великого князя Казимира                                    |
| Пётр Алехнович                | 1494                    | 1516                                |                                                                     |
| Ян Николаевич Йодка           | 1522                    | 1531                                |                                                                     |
| Ян Нарбут                     | 1539                    | 1542                                |                                                                     |
| Станислав Кезгайло            | 1545                    | 1545                                |                                                                     |
| Войцех Ясенский               | 1551                    | 1556                                |                                                                     |
| Жигимонт Фанель               | 1566                    | 1566                                |                                                                     |
| Эразм Крачевский              |                         | 19 января 1569                      |                                                                     |
| Юрий Боровский                | 18 января 1569          | 1569                                |                                                                     |
| Великие кухмистры литовские   |                         |                                     |                                                                     |
| Станислав Шемет               | 15 июля 1576            | 1589                                |                                                                     |
| Николай Сапега                | 7 февраля 1589          | 1611                                | Умер                                                                |
| Николай Веселовский           | 13 августа 1611         | 1623                                | Стольник великий литовский                                          |
| Николай Тризна                | 25 февраля 1623         | 13 ноября 1635                      | Подскарбий великий литовский                                        |
| Павел Печигойский             | 1635                    | 1640                                |                                                                     |
| Станислав Казимир Война       | 6 марта 1640            | 11 февраля 1649                     | Умер                                                                |
| Николай Петровский            | 1649                    | 15 мая 1657                         | Умер                                                                |
| Андрей Франтишек Котович      | 3 июня 1657             | 1658                                | Писарь великий литовский                                            |
| Иероним Кришпин-Киршенштейн   | 11 марта 1658           | 1663                                | Подскарбий великий литовский                                        |
| Григорий Казимир Подберезский | 1663                    | 21 марта 1667                       | Воевода смоленский                                                  |
| Казимир Владислав Сесицкий    | 21 марта 1667           | 1687                                |                                                                     |
| Стефан Тизенгауз              | 1687                    | 1689                                | Воевода новогрудский                                                |
| Христофор Комаровский         | 1689                    | 15 сентября 1702                    | Воевода берестейский                                                |
| Якуб Гружевский               | 25 октября 1702         | 1708                                | Умер                                                                |
| Ежи Фелициан Сапега           | 1708                    | 1709                                |                                                                     |
| Ян Огинский                   | 28 октября 1709         | январь — февраль 1710               | Умер                                                                |
| Кароль Залуский               | 17 февраля 1710         | 1735                                |                                                                     |
| Ян Проспер Залуский           | 8 мая 1735              | 5 июля 1745                         | Умер                                                                |
| Александр Дунин               | 17 октября 1746         | 6 сентября 1750                     |                                                                     |
| Юзеф Антоний Подосины         | 30 сентября 1750        | 9 октября 1761                      | Воевода плоцкий                                                     |
| Михаил Вельгорский            | 22 марта 1763           | 1775                                |                                                                     |
| Франтишек Ксаверий Огинский   | 12 сентября 1775        | 1795                                | Сложил должность в связи прекращением существования Речи Посполитой |